# G-Bani
Arban Përlala, född den 7 juli 1981 i Pukë i Albanien, mer känd under artistnamnet G-Bani och även känd som Bani G, är en albanskfödd rappare, låtskrivare och skådespelare med albanskt, svenskt och brittiskt medborgarskap. Han är känd för sin albanska rapmusik och för sina roller i tv och film.
År 2024 deltog G-Bani som deltagare i den fjärde säsongen av realityserien Big Brother VIP Albania.

## Diskografi
- Midis meje dhe vet’vetes (2005)
- Punë të pastra (2008)
- De e bra (2015)
- S'po ma nin feat. Tiri (2025)[6]

## Filmografi
- Δέκα Λεπτά Κήρυγμα (2001–2003, MEGA Channel) [7]
- Mikres Oduseies (2006)
- Një e hënë e pazakontë (2011)